# 1637
Il 1637 (MDCXXXVII in numeri romani) è un anno  del XVII secolo.

## Eventi
- 22 febbraio – Durante la guerra dei trent'anni, una flotta francese di 47 navi, condotta da Enrico di Lorena, conte d'Harcourt, invade e saccheggia Oristano per quattro giorni. Quattro stendardi strappati agli invasori dall'esercito di liberazione sardo-iberico ancora campeggiano sulla controfacciata della Cattedrale Arborense.
- Cartesio pubblica il "Discorso sul metodo".

## Nati

### Gennaio
- 14 gennaio - Jacob Breyne, botanico tedesco († 1697)
- 14 gennaio - Mattia de Rossi, ingegnere e architetto italiano († 1695)
- 17 gennaio - Giacomo Spinelli, presbitero, scrittore e economista italiano († 1710)
- 18 gennaio - Manuel Fernández de Santa Cruz, vescovo cattolico spagnolo († 1699)

### Febbraio
- 10 febbraio - Enrichetta Caterina d'Orange, principessa († 1708)
- 12 febbraio - Jan Swammerdam, biologo e entomologo olandese († 1680)

### Marzo
- 5 marzo - Jan van der Heyden, pittore olandese († 1712)
- 12 marzo - Anna Hyde, nobile britannica († 1671)
- 17 marzo - Anna Stuart, nobile britannica († 1640)
- 30 marzo - Samuel Pitiscus, umanista olandese († 1727)

### Aprile
- 2 aprile - Pietro Lion, vescovo cattolico italiano († 1697)
- 19 aprile - Lorenzo Onofrio Colonna, VIII principe di Paliano, nobile italiano († 1689)

### Maggio
- 13 maggio - Diacinto Cestoni, naturalista italiano († 1718)
- 13 maggio - Eremya Çelebi Kömürciyan, poeta, tipografo e storico armeno († 1695)
- 15 maggio - Valentin Heins, matematico tedesco († 1704)
- 18 maggio - Giovanni Monevi, pittore italiano († 1714)

### Giugno
- 1º giugno - Jacques Marquette, gesuita, missionario e esploratore francese († 1675)
- 16 giugno - Giovanni Paolo Colonna, compositore e organista italiano († 1695)
- 22 giugno - Cristiano II del Palatinato-Zweibrücken-Birkenfeld, duca tedesco († 1717)
- 25 giugno - Christophe Veyrier, scultore francese († 1689)
- 29 giugno - Luca Pertusati, I conte di Castelferro, nobile e politico italiano († 1718)

### Luglio
- 14 luglio - Ferdinand Bonaventura I von Harrach, nobile, diplomatico e politico austriaco († 1706)

### Agosto
- 19 agosto - Emilia Giuliana di Barby-Muehlingen, compositrice tedesca († 1706)

### Settembre
- 1º settembre - Nicolas de Catinat de La Fauconnerie, generale francese († 1712)
- 3 settembre - Caterina Farnese, religiosa italiana († 1684)
- 12 settembre - Claude Lefèbvre, pittore francese († 1675)
- 26 settembre - Sébastien Leclerc, pittore e incisore francese († 1714)

### Ottobre
- 1º ottobre - Giovanni Marracci, pittore e disegnatore italiano († 1704)
- 2 ottobre - Adriano, arcivescovo ortodosso russo († 1700)
- 3 ottobre - Charles Démia, presbitero francese († 1689)
- 6 ottobre - George Gordon, I conte di Aberdeen, nobile scozzese († 1720)
- 18 ottobre - Felice Viali, botanico, letterato e abate italiano († 1722)

### Novembre
- 4 novembre - Juan Francisco de la Cerda, politico spagnolo († 1691)
- 25 novembre - Armand de Gramont, nobiluomo francese († 1673)
- 26 novembre - Antonio Carneo, pittore italiano († 1692)
- 30 novembre - Louis-Sébastien Le Nain de Tillemont, storico francese († 1698)

### Dicembre
- 3 dicembre - Leone Strozzi, abate e arcivescovo cattolico italiano († 1703)
- 6 dicembre - Edmund Andros, politico inglese († 1714)
- 7 dicembre - William Burke, VII conte di Clanricarde, militare irlandese († 1687)
- 7 dicembre - Bernardo Pasquini, compositore, clavicembalista e organista italiano († 1710)
- 10 dicembre - Jacques-René Brisay de Denonville, militare e funzionario francese († 1710)
- 12 dicembre - Cesare Gennari, pittore italiano († 1688)
- 13 dicembre - Lorenzo Magalotti, scienziato, letterato e diplomatico italiano († 1712)
- 14 dicembre - Niccolò Berrettoni, pittore italiano († 1682)

### Senza giorno specificato
- Beata Elisabet von Königsmarck, nobildonna svedese († 1723)
- Dietrich Buxtehude, compositore e organista tedesco († 1707)
- Johannes van der Aack, pittore olandese († 1682)
- Filippo Acciaiuoli, poeta e librettista italiano († 1700)
- Carlo Francesco Airoldi, arcivescovo cattolico, diplomatico e nobile italiano († 1683)
- Nicola Barbioni, architetto italiano († 1688)
- Abraham Begeyn, pittore olandese († 1697)
- Giuseppe Berneri, poeta e commediografo italiano († 1701)
- Sigismondo Caula, pittore italiano († 1724)
- Andrea Celesti, pittore italiano († 1712)
- Bartolomeo Dal Pozzo, storico italiano († 1722)
- William Douglas, I duca di Queensberry, politico scozzese († 1695)
- Giovanni Grancino, liutaio italiano
- Nicolas Gribelin, orologiaio francese († 1719)
- Köprülü Fazıl Mustafa Pascià, militare ottomano († 1691)
- Pietro Lucatelli, pittore italiano († 1710)
- Giovanni Luca Lucci, pittore italiano († 1740)
- Anna Maria Martinozzi, nobildonna italiana († 1672)
- Felice Antonia Miradori, pittrice italiana
- Richard Morton, medico inglese († 1698)
- Pieter Mulier, pittore olandese († 1701)
- Bartolomeo Nappini, poeta e presbitero italiano († 1717)
- Giovanni Maria Pagliardi, compositore italiano († 1702)
- Francesco Piacenza, cartografo, giurista e scacchista italiano († 1687)
- John Plessington, presbitero inglese († 1679)
- Samuel Ricard, giurista francese († 1717)
- Mary Rowlandson, scrittrice britannica († 1711)
- Kazimierz Jan Sapieha, nobile e ufficiale polacco († 1720)
- Henry Sutton,  britannico († 1665)
- Carlo Vigarani, architetto, ingegnere e scenografo italiano († 1713)

## Morti

### Gennaio
- 18 gennaio - Tommaso Mannarini, religioso, teologo e letterato italiano (n. 1585)
- 23 gennaio - Alice Spencer, nobildonna inglese (n. 1559)
- 30 gennaio - Costantino Testi, vescovo cattolico italiano (n. 1584)
- 31 gennaio - Abramo Bzovio, storico e religioso polacco (n. 1567)

### Febbraio
- 2 febbraio - Tabanıyassi Mehmed Pascià, politico ottomano (n. 1589)
- 3 febbraio - Giovanni Guler von Weineck, diplomatico, storico e cartografo svizzero (n. 1562)
- 3 febbraio - Gervase Markham, poeta e scrittore inglese (n. 1568)
- 6 febbraio - Giovanni Battista Lalli, poeta italiano (n. 1572)
- 10 febbraio - Isabella Gonzaga, nobile italiana (n. 1565)
- 15 febbraio - Stefano Bernardi, compositore italiano (n. 1580)
- 15 febbraio - Ferdinando II d'Asburgo, imperatore (n. 1578)
- 24 febbraio - Dominicus Arumaeus, giurista tedesco (n. 1579)

### Marzo
- 2 marzo - Asakura Nobumasa, militare giapponese (n. 1573)
- 6 marzo - Crispijn van de Passe, incisore, pittore e disegnatore olandese (n. 1564)
- 10 marzo - Boghislao XIV di Pomerania, vescovo luterano tedesco (n. 1580)
- 10 marzo - Donato Arsenio Mascagni, pittore e scultore italiano (n. 1579)
- 12 marzo - Cornelio a Lapide, gesuita fiammingo (n. 1567)
- 19 marzo - Péter Pázmány, cardinale e arcivescovo cattolico ungherese (n. 1570)
- 28 marzo - Fernando Afán de Ribera, duca di Alcalá, generale e politico spagnolo (n. 1583)

### Aprile
- 21 aprile - Giovanni Paolo Ghianda, pittore italiano (n. 1593)
- 28 aprile - Olimpia Aldobrandini, nobildonna italiana (n. 1567)
- 30 aprile - Niwa Nagashige, militare giapponese (n. 1571)

### Maggio
- 19 maggio - Isaac Beeckman, fisico, filosofo e medico olandese (n. 1588)
- 29 maggio - Thomas Hamilton, I conte di Haddington, avvocato scozzese (n. 1563)

### Giugno
- 6 giugno - Pieter Huyssens, architetto e gesuita fiammingo (n. 1577)
- 9 giugno - Galeotto IV Pico della Mirandola, nobile italiano (n. 1610)
- 24 giugno - Nicolas-Claude Fabri de Peiresc, astronomo, botanico e numismatico francese (n. 1580)

### Luglio
- 1º luglio - Christoph von Dohna, politico tedesco (n. 1583)
- 6 luglio - Charles d'Ambleville, religioso, compositore e organista francese (n. 1588)
- 12 luglio - Willem van Haecht, pittore, incisore e museologo fiammingo (n. 1593)
- 18 luglio - Francisco Fernández de la Cueva, politico e ufficiale spagnolo (n. 1575)
- 26 luglio - Philippe Habert, poeta francese (n. 1604)
- 27 luglio - John Gerard, gesuita e missionario inglese (n. 1564)
- 31 luglio - Cornelio Ghirardelli, astrologo e astronomo italiano

### Agosto
- 6 agosto - Ben Jonson, drammaturgo, attore teatrale e poeta britannico (n. 1572)
- 10 agosto - Edward King, poeta inglese (n. 1610)
- 17 agosto - Johann Gerhard, teologo tedesco (n. 1582)
- 30 agosto - Laudivio Zacchia, cardinale e vescovo cattolico italiano (n. 1565)

### Settembre
- 8 settembre - Robert Fludd, medico, alchimista e astrologo britannico (n. 1574)
- 9 settembre - Luisa di Borbone, duchessa francese (n. 1603)
- 14 settembre - Theodoor Rombouts, pittore fiammingo (n. 1597)
- 14 settembre - Pierre Vernier, matematico francese (n. 1580)
- 19 settembre - Lorenzo Magalotti, cardinale e vescovo cattolico italiano (n. 1584)
- 21 settembre - Guglielmo V d'Assia-Kassel, nobile tedesco (n. 1602)
- 22 settembre - Carlo I di Gonzaga-Nevers, nobile (n. 1580)
- 26 settembre - Willem Haultain de Zoete, ammiraglio olandese (n. 1565)
- 29 settembre - Lorenzo Ruiz, missionario e santo filippino

### Ottobre
- 5 ottobre - Benedetto Drei, architetto italiano
- 7 ottobre - Willem van de Passe, incisore e disegnatore olandese (n. 1597)
- 7 ottobre - Vittorio Amedeo I di Savoia, nobile italiano (n. 1587)
- 17 ottobre - Marcello Mastrilli, missionario italiano (n. 1603)
- 17 ottobre - Zanobi de' Medici, vescovo cattolico italiano
- 31 ottobre - Ilario Altobelli, astronomo e religioso italiano (n. 1560)

### Novembre
- 26 novembre - Umile da Bisignano, religioso italiano (n. 1582)
- 26 novembre - Eleonora d'Este, nobile italiana (n. 1561)
- 26 novembre - Andries de Witt, politico olandese (n. 1573)

### Dicembre
- 2 dicembre - Alessandro I Pico della Mirandola, nobile e militare italiano (n. 1566)
- 4 dicembre - Nicholas Ferrar, politico britannico (n. 1592)
- 6 dicembre - Anne Cecil, nobildonna inglese (n. 1612)
- 12 dicembre - Alpino Alpini, medico e botanico italiano (n. 1603)
- 20 dicembre - Benedetta di Mantova, religiosa e nobildonna francese (n. 1617)
- 27 dicembre - Vincenzo Giustiniani, banchiere e collezionista d'arte italiano (n. 1564)
- 31 dicembre - Cristiano di Waldeck, nobile tedesco (n. 1585)

### Senza giorno specificato
- Ton Kham, sovrano laotiano
- Diego Francisco Aduarte, vescovo cattolico e missionario spagnolo (n. 1566)
- Celso Amerighi, abate italiano (n. 1569)
- Anders Arrebo, teologo danese (n. 1587)
- Ludovico Aureli, letterato e storico italiano (n. 1592)
- António Brandão, storico portoghese (n. 1584)
- Bartolomeo Breccioli, architetto italiano
- Giovanni Francesco Brignole Sale, doge (n. 1582)
- Battista Castello, pittore, miniatore e orafo italiano (n. 1547)
- Jerònimo Cortés, astronomo spagnolo (n. 1562)
- Fabrizio De Fornaris, attore teatrale e commediografo italiano (n. 1550)
- Vespasiano Genuino, scultore e monaco cristiano italiano (n. 1552)
- Carlo Goddes, diplomatico francese
- Kyōgoku Tadataka, militare giapponese (n. 1593)
- Agnese di Mansfeld-Eisleben, nobile tedesco (n. 1551)
- Girolamo II Martinengo, condottiero italiano (n. 1575)
- Ivan Tomko Mrnavić, storico e poeta serbo (n. 1580)
- Laurens Reael, ammiraglio olandese (n. 1583)
- Claude Robert, presbitero e storico francese (n. 1564)
- Iosif Rucki, arcivescovo cattolico bielorusso (n. 1574)
- Francisco Ruiz de Castro, politico spagnolo (n. 1579)
- Angelo Sala, medico e chimico italiano (n. 1576)
- Ercole Sfondrati, I duca di Montemarciano, militare e nobile italiano (n. 1559)
- Girolamo Tantucci, vescovo cattolico italiano (n. 1572)
- Choghtu Khong Tayiji, condottiero mongolo (n. 1581)
- Tiberio Titi, pittore italiano (n. 1578)

## Calendario
| Calendario 1637 | Calendario 1637 | Calendario 1637 | Calendario 1637 | Calendario 1637 | Calendario 1637 | Calendario 1637 | Calendario 1637 | Calendario 1637 | Calendario 1637 | Calendario 1637 | Calendario 1637 | Calendario 1637 | Calendario 1637 | Calendario 1637 | Calendario 1637 | Calendario 1637 | Calendario 1637 | Calendario 1637 | Calendario 1637 | Calendario 1637 | Calendario 1637 | Calendario 1637 | Calendario 1637 | Calendario 1637 | Calendario 1637 | Calendario 1637 | Calendario 1637 | Calendario 1637 | Calendario 1637 | Calendario 1637 | Calendario 1637 | Calendario 1637 |
| --------------- | --------------- | --------------- | --------------- | --------------- | --------------- | --------------- | --------------- | --------------- | --------------- | --------------- | --------------- | --------------- | --------------- | --------------- | --------------- | --------------- | --------------- | --------------- | --------------- | --------------- | --------------- | --------------- | --------------- | --------------- | --------------- | --------------- | --------------- | --------------- | --------------- | --------------- | --------------- | --------------- |
|                 | 1               | 2               | 3               | 4               | 5               | 6               | 7               | 8               | 9               | 10              | 11              | 12              | 13              | 14              | 15              | 16              | 17              | 18              | 19              | 20              | 21              | 22              | 23              | 24              | 25              | 26              | 27              | 28              | 29              | 30              | 31              |                 |
| Gennaio         | Gi              | Ve              | Sa              | Do              | Lu              | Ma              | Me              | Gi              | Ve              | Sa              | Do              | Lu              | Ma              | Me              | Gi              | Ve              | Sa              | Do              | Lu              | Ma              | Me              | Gi              | Ve              | Sa              | Do              | Lu              | Ma              | Me              | Gi              | Ve              | Sa              |                 |
| Febbraio        | Do              | Lu              | Ma              | Me              | Gi              | Ve              | Sa              | Do              | Lu              | Ma              | Me              | Gi              | Ve              | Sa              | Do              | Lu              | Ma              | Me              | Gi              | Ve              | Sa              | Do              | Lu              | Ma              | Me              | Gi              | Ve              | Sa              |                 |                 |                 |                 |
| Marzo           | Do              | Lu              | Ma              | Me              | Gi              | Ve              | Sa              | Do              | Lu              | Ma              | Me              | Gi              | Ve              | Sa              | Do              | Lu              | Ma              | Me              | Gi              | Ve              | Sa              | Do              | Lu              | Ma              | Me              | Gi              | Ve              | Sa              | Do              | Lu              | Ma              |                 |
| Aprile          | Me              | Gi              | Ve              | Sa              | Do              | Lu              | Ma              | Me              | Gi              | Ve              | Sa              | Do              | Lu              | Ma              | Me              | Gi              | Ve              | Sa              | Do              | Lu              | Ma              | Me              | Gi              | Ve              | Sa              | Do              | Lu              | Ma              | Me              | Gi              |                 |                 |
| Maggio          | Ve              | Sa              | Do              | Lu              | Ma              | Me              | Gi              | Ve              | Sa              | Do              | Lu              | Ma              | Me              | Gi              | Ve              | Sa              | Do              | Lu              | Ma              | Me              | Gi              | Ve              | Sa              | Do              | Lu              | Ma              | Me              | Gi              | Ve              | Sa              | Do              |                 |
| Giugno          | Lu              | Ma              | Me              | Gi              | Ve              | Sa              | Do              | Lu              | Ma              | Me              | Gi              | Ve              | Sa              | Do              | Lu              | Ma              | Me              | Gi              | Ve              | Sa              | Do              | Lu              | Ma              | Me              | Gi              | Ve              | Sa              | Do              | Lu              | Ma              |                 |                 |
| Luglio          | Me              | Gi              | Ve              | Sa              | Do              | Lu              | Ma              | Me              | Gi              | Ve              | Sa              | Do              | Lu              | Ma              | Me              | Gi              | Ve              | Sa              | Do              | Lu              | Ma              | Me              | Gi              | Ve              | Sa              | Do              | Lu              | Ma              | Me              | Gi              | Ve              |                 |
| Agosto          | Sa              | Do              | Lu              | Ma              | Me              | Gi              | Ve              | Sa              | Do              | Lu              | Ma              | Me              | Gi              | Ve              | Sa              | Do              | Lu              | Ma              | Me              | Gi              | Ve              | Sa              | Do              | Lu              | Ma              | Me              | Gi              | Ve              | Sa              | Do              | Lu              |                 |
| Settembre       | Ma              | Me              | Gi              | Ve              | Sa              | Do              | Lu              | Ma              | Me              | Gi              | Ve              | Sa              | Do              | Lu              | Ma              | Me              | Gi              | Ve              | Sa              | Do              | Lu              | Ma              | Me              | Gi              | Ve              | Sa              | Do              | Lu              | Ma              | Me              |                 |                 |
| Ottobre         | Gi              | Ve              | Sa              | Do              | Lu              | Ma              | Me              | Gi              | Ve              | Sa              | Do              | Lu              | Ma              | Me              | Gi              | Ve              | Sa              | Do              | Lu              | Ma              | Me              | Gi              | Ve              | Sa              | Do              | Lu              | Ma              | Me              | Gi              | Ve              | Sa              |                 |
| Novembre        | Do              | Lu              | Ma              | Me              | Gi              | Ve              | Sa              | Do              | Lu              | Ma              | Me              | Gi              | Ve              | Sa              | Do              | Lu              | Ma              | Me              | Gi              | Ve              | Sa              | Do              | Lu              | Ma              | Me              | Gi              | Ve              | Sa              | Do              | Lu              |                 |                 |
| Dicembre        | Ma              | Me              | Gi              | Ve              | Sa              | Do              | Lu              | Ma              | Me              | Gi              | Ve              | Sa              | Do              | Lu              | Ma              | Me              | Gi              | Ve              | Sa              | Do              | Lu              | Ma              | Me              | Gi              | Ve              | Sa              | Do              | Lu              | Ma              | Me              | Gi              |                 |